# Kyburz Switzerland
Pour les articles homonymes, voir Kyburz.

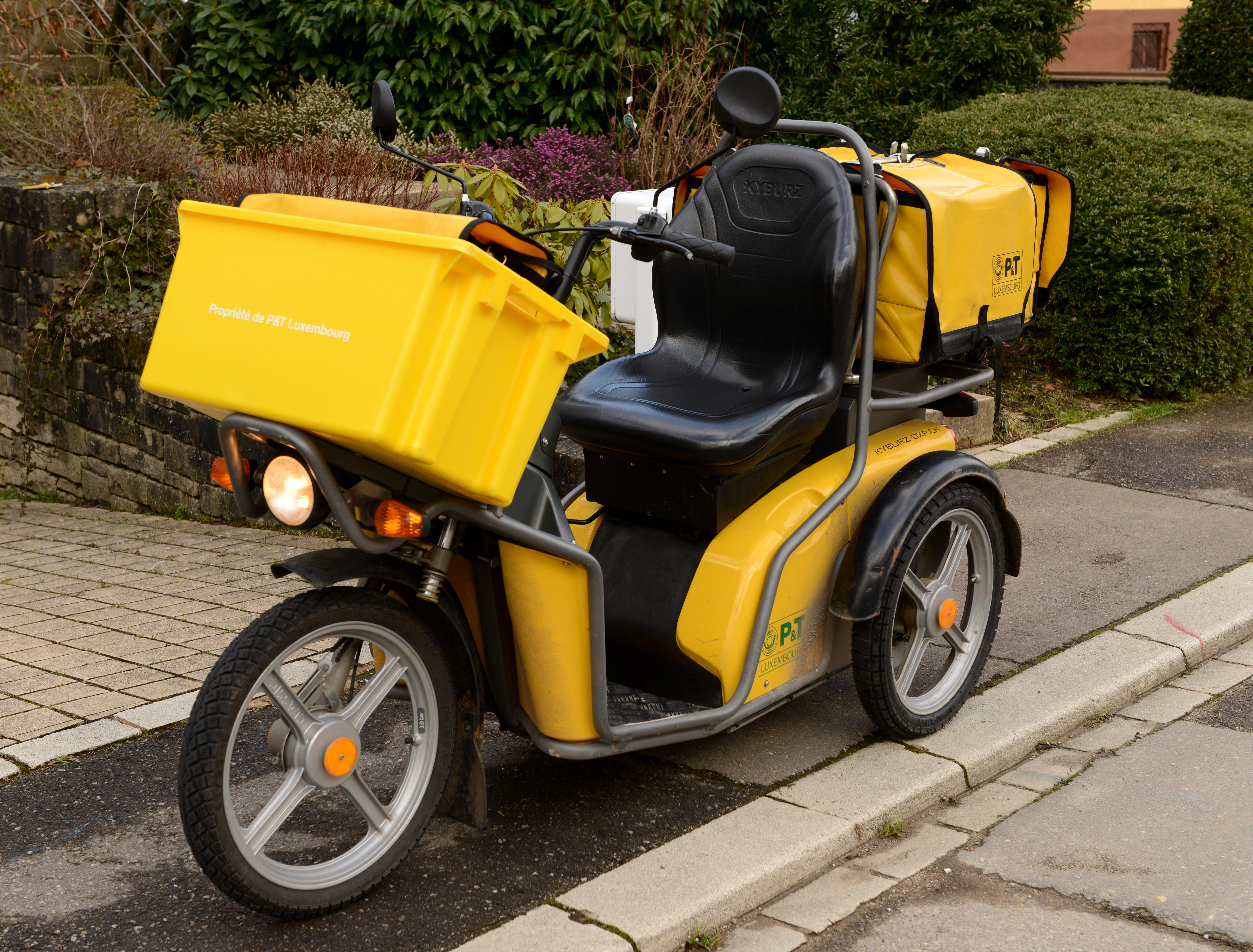
Kyburz DXP au sein de la POST Luxembourg (2014)

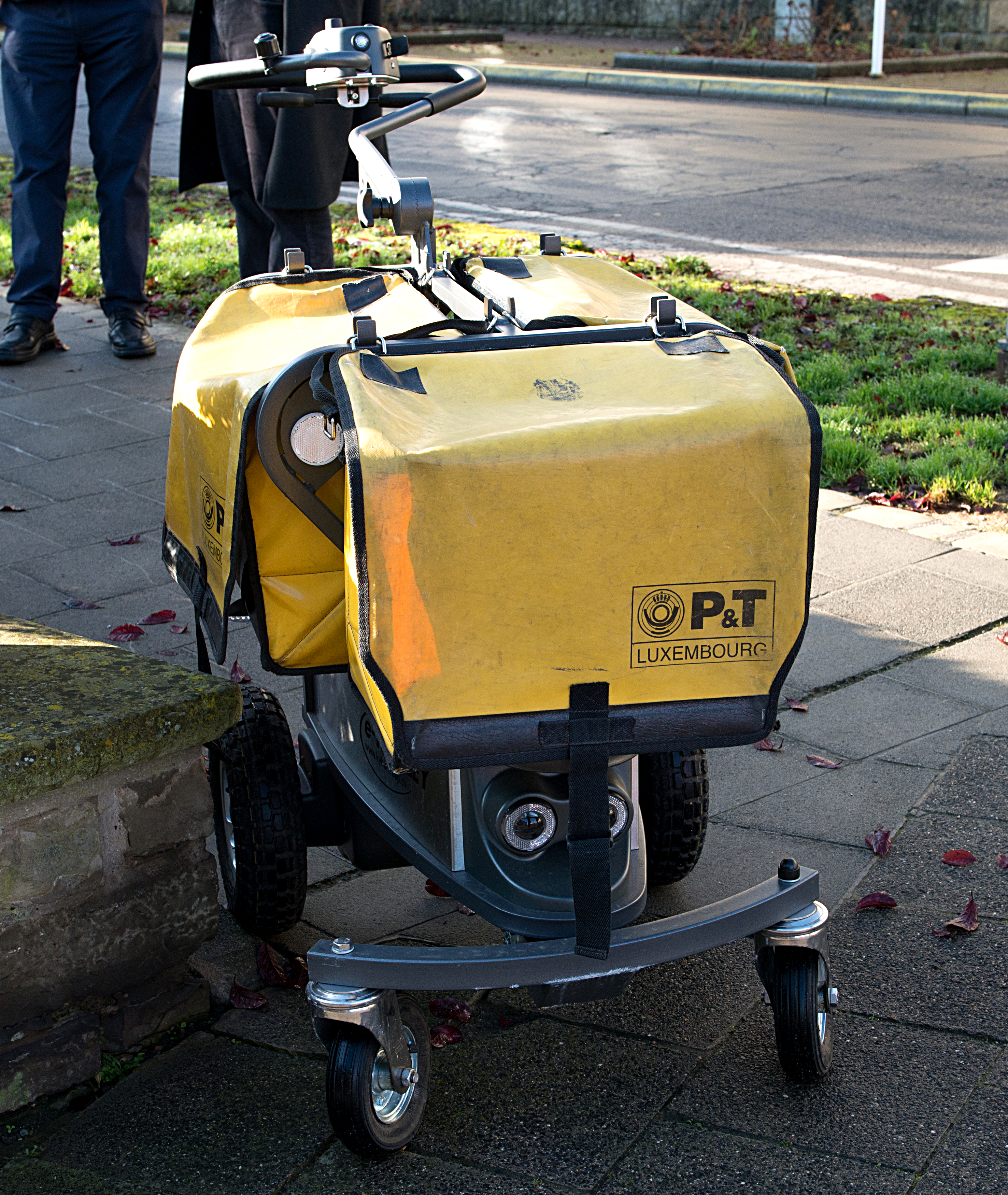
Chariot Kyburz de la POST Luxembourg (2014)

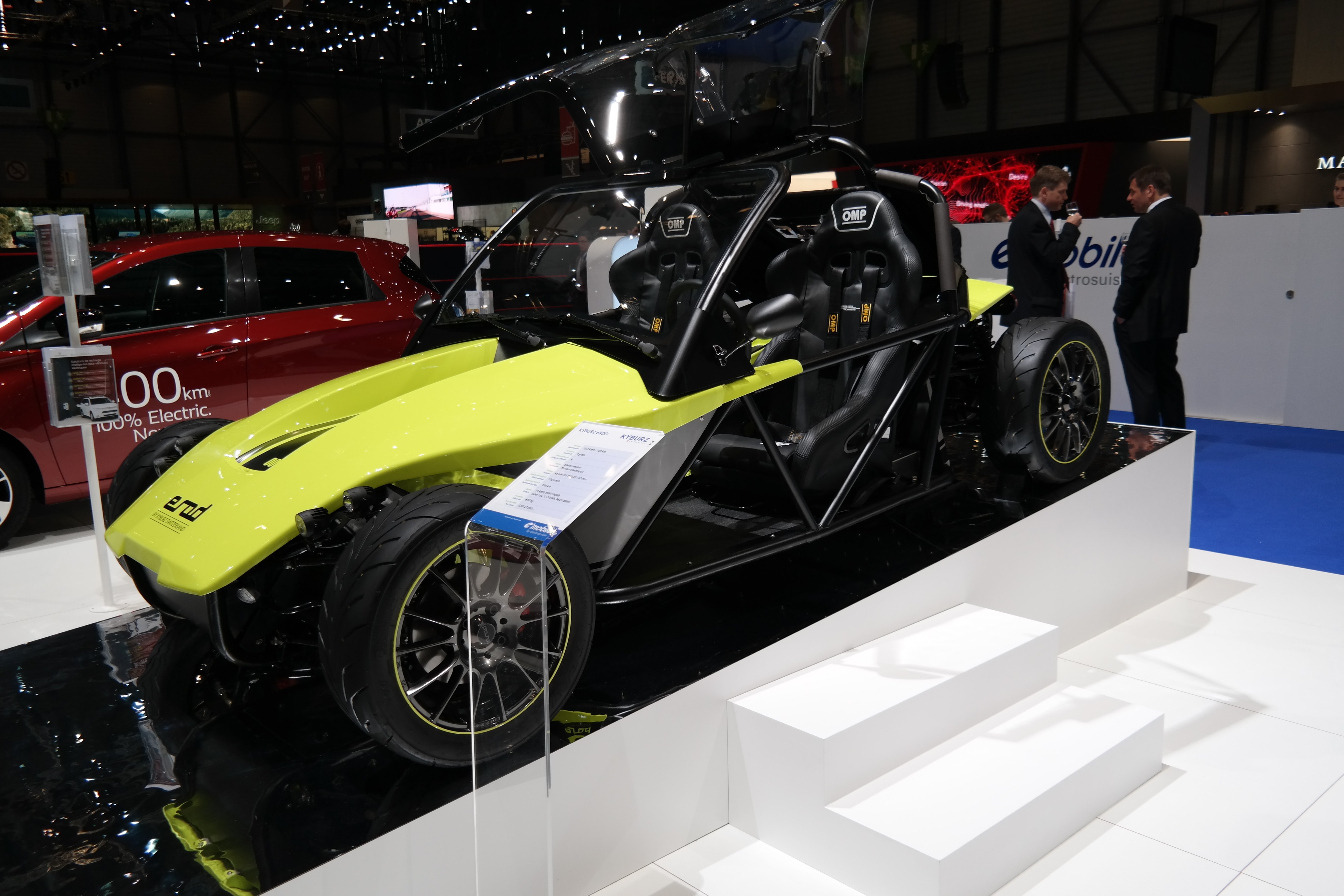
buggy

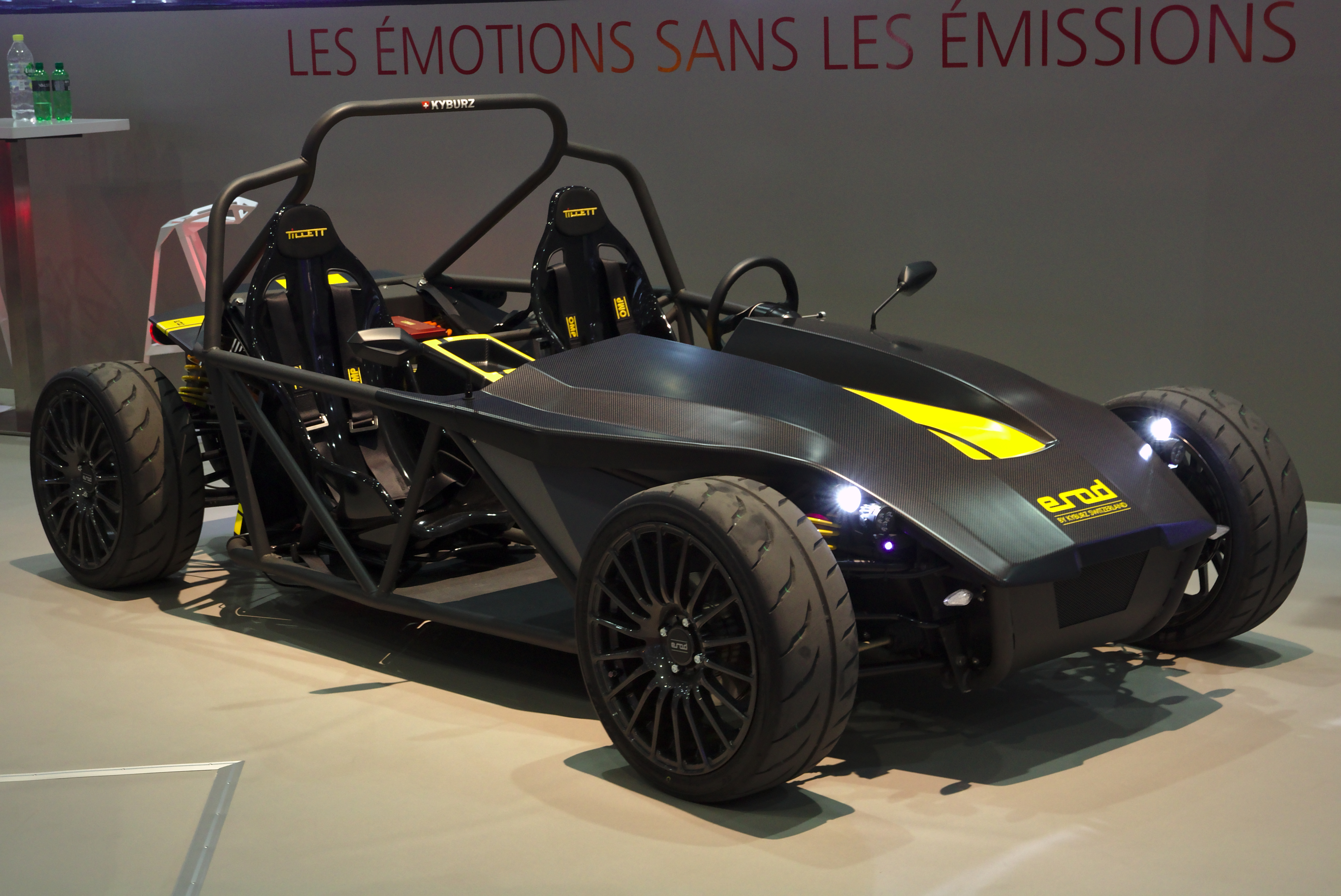
Kyburz eRod Fun

Kyburz Switzerland est une entreprise suisse fabricant des scooter à 3 roues pour la distribution de courrier postal, des voitures de sport de type buggy et des chariots électriques ou tractés. 

## Description
Le scooter DXP peut être assimilé à un vélomoteur à 3 roues au vu de la taille des roues, plus grandes et plus fines que celles d'un scooter[réf. nécessaire].

## Utilisateurs
- La Poste (Suisse)
- PostNL (Pays-Bas)
- POST Luxembourg

## Modèles similaires sur le marché privé
- Gilera Fuoco 500 LT[1]
- Peugeot Metropolis
- Piaggio MP3 / Gilera Fuoco 500ie
- Vectrix VX-3 Li+[2]
- Yamaha Tricity[3]
- Yamaha 01GEN (Prototyp)[4]